# Hot Chocolate

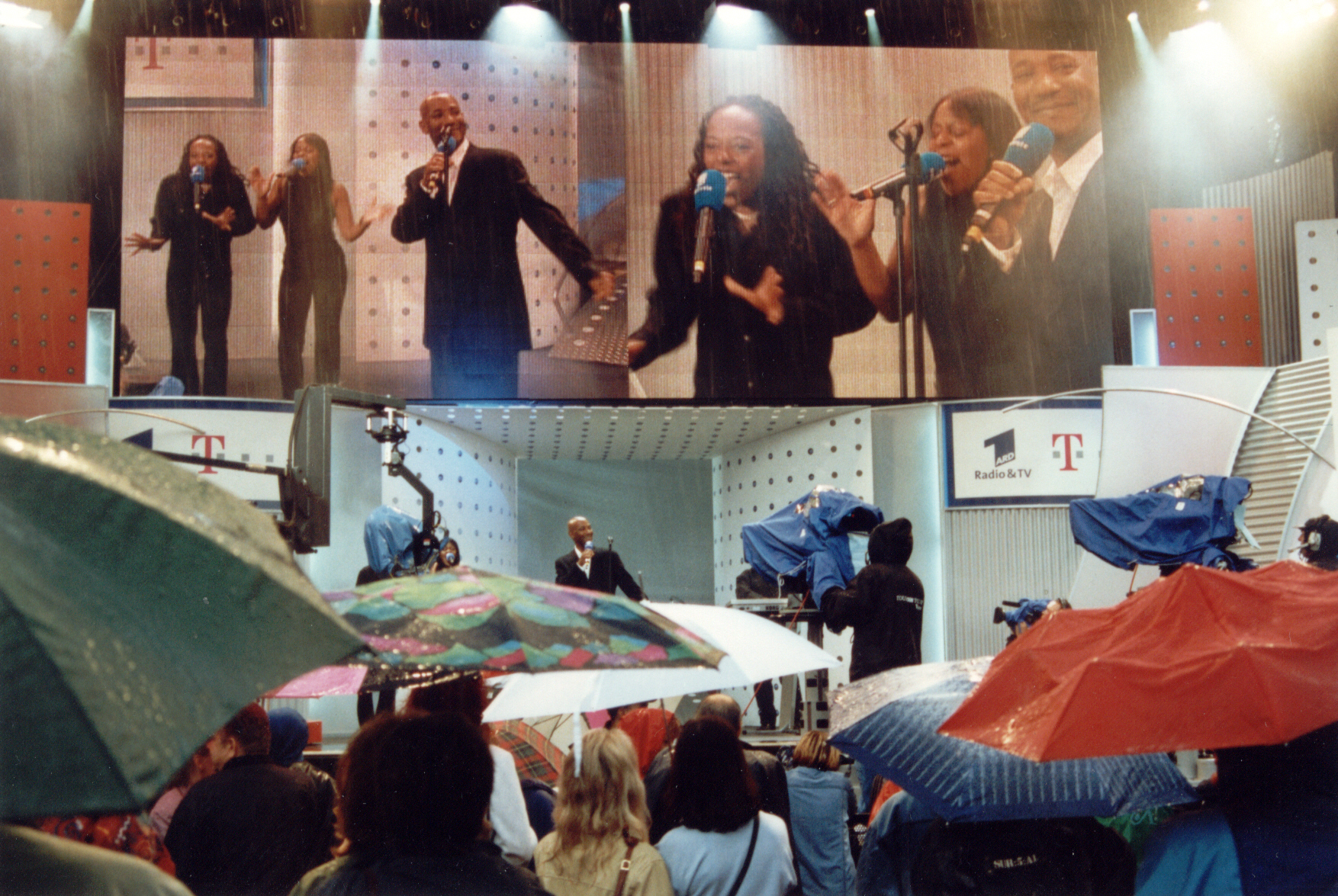
Errol Brown in Köln, 1998

Hot Chocolate ist eine britische Soul- und Funkband, die 1969 gegründet wurde und ihre größten Erfolge zwischen 1974 und 1983 mit Discotiteln hatte.

## Bandgeschichte
Gründungsmitglieder waren der Sänger Errol Brown (1943–2015), Harvey Hinsley (Gitarre), Larry Ferguson (Keyboard), Tony Wilson (E-Bass), Tony Connor (Schlagzeug) und Patrick Olive (Conga). Tony Wilson verließ 1975 die Band und dafür übernahm Patrick Olive den Basspart.
Der internationale Durchbruch gelang 1974 mit dem Titel Emma, der Geschichte einer hoffnungsvollen Jungmimin, die trotz ihres Talents erfolglos bleibt und dies schließlich zum Anlass nimmt, sich das Leben zu nehmen. Der Titel erreichte in den USA Platz 8 und wurde später mehrfach von anderen Bands (u. a. von The Sisters of Mercy und Urge Overkill) nachgesungen. Geprägt wurde die Gruppe durch ihren charismatischen, kahlköpfigen Sänger Errol Brown. Doch obwohl die Gruppe mit Titeln wie You Sexy Thing (war 1987 wieder in den Charts in England und Deutschland), Every 1’s a Winner, So You Win Again, No Doubt About It und It Started with a Kiss eine Vielzahl oft selbst geschriebener, zumeist von Mickie Most produzierter Hits hatte, erreichte sie in Deutschland nie den Status zeitgenössischer Gruppen wie ABBA, Boney M. oder Smokie, die sich allesamt medial besser verkaufen ließen.
In den 1970er Jahren gab es nur vier Interpreten, die in jedem Jahr Chartplatzierungen in Großbritannien aufweisen konnten: Status Quo, Diana Ross, Elvis Presley und Hot Chocolate. Hot Chocolate war maßgeblich an der Entwicklung des Discosounds beteiligt.
1981, auf der Höhe ihres Erfolges, spielten Hot Chocolate auf der Hochzeit von Prinz Charles und Lady Diana. 1985 verließ Errol Brown die Band und setzte seine Karriere als Solosänger und Produzent fort, wobei es auch zu einer Zusammenarbeit mit Dieter Bohlen kam. Die Gruppe erreichte noch einmal Top-Ten-Platzierungen, als 1987 ein Remixalbum ihrer größten Hits herausgegeben wurde. Im November 2003 empfing die britische Königin Errol Brown und ehrte ihn für sein musikalisches Lebenswerk mit dem MBE.
Hot Chocolate treten weiterhin mit den drei Originalmitgliedern Harvey Hinsley, Patrick Olive und Tony Connor auf. Kennie Simon verstärkt als Sänger die Band. Nach wie vor tourt die Gruppe mit ihren zahlreichen weltbekannten Hits durch die Welt.

## Diskografie
Studioalben

| Jahr | Titel                     | Höchstplatzierung, Gesamtwochen, AuszeichnungChartplatzierungen (Jahr, Titel, Platzierungen, Wochen, Auszeichnungen, Anmerkungen) | Höchstplatzierung, Gesamtwochen, AuszeichnungChartplatzierungen (Jahr, Titel, Platzierungen, Wochen, Auszeichnungen, Anmerkungen) | Höchstplatzierung, Gesamtwochen, AuszeichnungChartplatzierungen (Jahr, Titel, Platzierungen, Wochen, Auszeichnungen, Anmerkungen) | Höchstplatzierung, Gesamtwochen, AuszeichnungChartplatzierungen (Jahr, Titel, Platzierungen, Wochen, Auszeichnungen, Anmerkungen) | Höchstplatzierung, Gesamtwochen, AuszeichnungChartplatzierungen (Jahr, Titel, Platzierungen, Wochen, Auszeichnungen, Anmerkungen) | Höchstplatzierung, Gesamtwochen, AuszeichnungChartplatzierungen (Jahr, Titel, Platzierungen, Wochen, Auszeichnungen, Anmerkungen) | Anmerkungen                          |
| Jahr | Titel                     | DE | AT | CH | UK | US | R&B | Anmerkungen                          |
| ---- | ------------------------- | --- | --- | --- | --- | --- | --- | ------------------------------------ |
| 1974 | Cicero Park               | — | — | — | — | US55 (17 Wo.)US | — | Erstveröffentlichung: Juni 1974      |
| 1975 | Hot Chocolate             | — | — | — | UK34 Silber · (7 Wo.)UK | US41 (21 Wo.)US | R&B34 (15 Wo.)R&B | Erstveröffentlichung: November 1975  |
| 1976 | Man to Man                | DE32 (12 Wo.)DE | — | — | UK32 Silber · (7 Wo.)UK | US172 (8 Wo.)US | — | Erstveröffentlichung: August 1976    |
| 1978 | Every 1’s a Winner        | DE27 (15 Wo.)DE | AT15 (12 Wo.)AT | — | UK30 Silber · (8 Wo.)UK | US31 (16 Wo.)US | R&B18 (11 Wo.)R&B | Erstveröffentlichung: April 1978     |
| 1979 | Going Through the Motions | — | — | — | — | US112 (6 Wo.)US | — | Erstveröffentlichung: August 1979    |
| 1980 | Class                     | — | — | — | — | — | — | Erstveröffentlichung: November 1980  |
| 1982 | Mystery                   | DE15 (13 Wo.)DE | — | — | UK24 (7 Wo.)UK | — | — | Erstveröffentlichung: September 1982 |
| 1983 | Love Shot                 | DE25 (10 Wo.)DE | — | — | — | — | — | Erstveröffentlichung: Oktober 1983   |
| 1993 | Strictly Dance            | — | — | — | — | — | — | Erstveröffentlichung: 1993           |

grau schraffiert: keine Chartdaten aus diesem Jahr verfügbar